# Joe Hisaishi
Mamoru Fujisawa (藤澤守 Fujisawa Mamoru?), conocido profesionalmente como Joe Hisaishi (久石 譲 Hisaishi Jō?)(Nagano, Japón, 6 de diciembre de 1950), es un prolífico compositor japonés y director de orquesta. Creador de una extensa obra desde su debut en 1981 destaca por haber compuesto más de 100 bandas sonoras para directores de cine japoneses como Takeshi Kitano o Yōjirō Takita y, especialmente, para diversas películas de Studio Ghibli dirigidas por Hayao Miyazaki.
Su obra se caracteriza por la fusión armónica del clasicismo europeo y la tradición japonesa, el minimalismo y la música electrónica experimental. A lo largo de su trayectoria ha obtenido 25 nominaciones y 26 galardones incluyendo premios de la Academia Japonesa de Cine.

## Biografía
Hisaishi nació el 6 de diciembre de 1950 en Nagano (Japón). Comenzó sus clases de violín a los 5 años descubriendo su pasión por la música. Posteriormente cursó estudios superiores de composición en Kunitachi. Su debut tuvo lugar en 1981 con la publicación de su álbum MKWAJU, compuesto para conjunto de percusión, teclados y programación electrónica. Al año siguiente firmó su segundo álbum, Information (1982), acreditado bajo el seudónimo Wonder City Orchestra denominación que utilizó para englobar también al resto de colaboradores. Su nombre artístico "Joe Hisaishi" hace referencia a su ídolo, el músico y compositor americano Quincy Jones: el kanji 久 se pronuncia hisa o bien kyū; así, el nombre 久石 譲, puede leerse tanto Hisaishi Jō como Kyūishi Jō, que a su vez suena parecido a Quincy Jones (en japonés Quincy Jones se escribe クインシー・ジョーンズ, kuinshī jōnzu).
En 1983 Hisaishi compuso la primera de sus bandas sonoras para la productora Studio Ghibli y, concretamente, para las películas del director de animación Hayao Miyazaki. Además de obtener numerosos galardones la cooperación entre Hishaishi y Miyazaki tendría continuidad durante varias décadas y alcanzaría notable repercusión tanto en el público japonés como internacional. Las bandas sonoras para las películas Nausicaä del Valle del Viento (風の谷のナウシカ, Kaze no Tani no Naushika) (1984), Mi vecino Totoro (となりのトトロ, Tonari no Totoro?) (1988), La princesa Mononoke (もののけ姫, Mononoke Hime?) (1997), El viaje de Chihiro (千と千尋の神隠し, Sen to Chihiro no Kamikakushi) (2001), Howl no Ugoku Shiro (ハウルの動く城) (2004) o Kaze Tachinu (風立ちぬ) (2003) figuran entre las más destacadas.

"Acompaña a Miyazaki, como siempre, Joe Hisaishi, el compositor que es capaz de multiplicar la belleza y las emociones que transmiten las imágenes. «One Summer Day», con esos acordes iniciales que saben a agua, es una de las canciones más hermosas del músico japonés."
Rebeca Gimeno (Niusdiario.es, 22-05-2021) 

También abordó la composición de bandas sonoras para otros directores y géneros. Son reseñables sus colaboraciones con el director Takeshi Kitano, en El verano de Kikujiro (菊次郎の夏 Kikujiro No Natsu) (1999) u Outrage (アウトレイジ, Autoreiji) (2010), o con el director Yōjirō Takita y la película Despedidas (おくりびと, Okuribito) ganadora del Premio Óscar 2009 como mejor película de habla no inglesa. 

"Hay que convenir en que Despedidas es un sólido drama de segundas oportunidades, que toca un tema muy de hoy mismo –el de ciertos profesionales a los que la vida empuja a cambiar de trabajo–, y que muestra, con entomológica precisión, todo el ritual de la muerte presente aún en la vieja tradición nipona del tránsito. Es sabia, por momentos incluso bella y permite una visión muy amplia de las relaciones sociales del Japón de hoy mismo".
Mirito Torreiro (Revista Fotogramas, 29-06-2009) 

En 2009 recibió del Gobierno de Japón la Medalla de Honor de cinta púrpura.
Desde 2013 Hisaishi ha realizado una pausa en la creación de bandas sonoras para películas centrando sus trabajos en otro tipo de composiciones, como las realizadas para videojuegos, ejerciendo como arreglista musical y dando giras como director de orquesta en Asia, América y Europa.

## Discografía

### Álbumes

#### Años 1990
| Álbum                                              | Lanzamiento | Notas                        |
| Mi vecino Totoro                                   | 1990-01-25  | Hi-Tech                      |
| I Am                                               | 1991-02-22  |                              |
| Futari                                             | 1991-04-21  |                              |
| Kojika Monogatari                                  | 1991-04-21  |                              |
| Universe Within: Special Issue (驚異の小宇宙･人体) | 1991-07-01  |                              |
| 天外魔境２ MARU                                    | 1992-02-01  |                              |
| My Lost City                                       | 1992-02-12  |                              |
| 君だけをみていた                                   | 1992-03-04  |                              |
| Mi vecino Totoro'                                  | 1992-03-15  | Solo de piano                |
| Nausicaä del Valle del Viento                      | 1992-03-15  | Solo de piano                |
| Porco Rosso                                        | 1992-05-25  | Álbum Imagen                 |
| Porco Rosso                                        | 1992-07-22  | Banda sonora                 |
| Porco Rosso                                        | 1992-09-25  | Álbum dramático              |
| Symphonic Best Selection                           | 1992-09-09  |                              |
| B+1                                                | 1992-10-21  |                              |
| Piano Stories                                      | 1992-11-21  |                              |
| Universe Within I: Human Body I                    | 1992-11-21  |                              |
| Escena frente al mar                               | 1992-11-25  | Banda sonora                 |
| Majo no Takkyūbin                                  | 1992-11-25  | Vocal                        |
| Seisyun Den-Deke-Deke-Deke                         | 1992-11-25  |                              |
| Haruka Nostalgy                                    | 1993-01-21  |                              |
| Sonatine                                           | 1993-06-09  | Banda sonora                 |
| The Water Traveller, Samurai Kids                  | 1993-08-04  |                              |
| Universe Within II: Brain & Mind II                | 1994-03-18  |                              |
| Universe Within I: Human Body II                   | 1994-03-21  |                              |
| BIRTH                                              | 1994-03-24  |                              |
| さすがの猿飛                                       | 1994-03-24  |                              |
| Joe's Project (ぴあの)                             | 1994-06-01  |                              |
| オリジナルサントラ ぴあの Vol.1                    | 1994-06-25  |                              |
| Universe Within II: Brain & Mind Best              | 1994-07-21  |                              |
| Earthly Paradise (地上の楽園)                      | 1994-07-27  |                              |
| Joe's Project 2 (ぴあの / 純名里沙)                | 1994-08-10  |                              |
| オリジナルサントラ ぴあの Vol.2                    | 1994-08-25  |                              |
| MELODY Blvd. (メロディブルーバ ード)               | 1995-01-25  |                              |
| Kids Return                                        | 1996-06-26  | Banda sonora                 |
| Nokto De La Galaksia Fervojo (銀河鉄道の夜)        | 1996-07-20  |                              |
| La princesa Mononoke                               | 1996-07-22  | Álbum Imagen                 |
| Piano Stories II: The Wind of Life                 | 1996-10-25  |                              |
| Parasite Eve                                       | 1997-02-01  |                              |
| La princesa Mononoke                               | 1997-07-02  | Banda sonora                 |
| Asian Dream Song (旅立ちの時)                      | 1997-09-10  | From Piano Stories II        |
| Works I                                            | 1997-10-15  |                              |
| Hana-Bi                                            | 1998-01-01  | Banda sonora                 |
| Hope: Nagano Paralympics 1998 Tribute              | 1998-02-25  |                              |
| La Princesa Mononoke                               | 1998-07-08  | Suite sinfónica              |
| Nostalgia: Piano Stories III                       | 1998-10-14  |                              |
| Tree of Early Winter Rains (時雨の記)              | 1998-10-31  |                              |
| Universe Within I: Human Body I & II               | 1999-04-28  |                              |
| Universe Within II: Brain & Mind I & II            | 1999-04-28  |                              |
| Universe Within III: Gene I                        | 1999-04-28  |                              |
| Kikujiro                                           | 1999-05-26  | Banda sonora                 |
| Universe Within III: Gene II                       | 1999-08-04  |                              |
| Works II                                           | 1999-09-22  | Compilación                  |
| Mi vecino Totoro                                   | 1999-12-01  | Álbum de canciones & Karaoke |
| Joe Hisaishi Best Selection                        | 1999-12-22  | Compilación                  |

#### Años 2000
| Álbum                                                | Lanzamiento | Notas                            |
| First Love (Hatsu-Koi)                               | 2000-03-28  |                                  |
| Alpenrose                                            | 2000-04-26  |                                  |
| Alpenrose Symphonic                                  | 2000-04-26  | Álbum                            |
| As the River Flows                                   | 2000-04-29  |                                  |
| Shoot The Violist (ヴィオリストを撃て)               | 2000-05-17  |                                  |
| Brother                                              | 2001-01-17  | Banda sonora                     |
| El viaje de Chihiro                                  | 2001-04-04  | Álbum imagen                     |
| Joe Hisaishi Meets Kitano Films                      | 2001-06-21  | Compilación                      |
| El Viaje de Chihiro                                  | 2001-07-18  | Banda sonora                     |
| El Viaje de Chihiro                                  | 2001-07-18  | Sencillo                         |
| Quartet                                              | 2001-09-27  |                                  |
| Le Petit Poucet                                      | 2001-10-15  |                                  |
| Encore                                               | 2002-03-06  |                                  |
| Super Orchestra Night 2001                           | 2002-07-26  |                                  |
| El castillo en el cielo                              | 2002-10-02  | Banda sonora (versión americana) |
| Dolls                                                | 2002-10-02  | Banda sonora                     |
| Stroll of Mei and Catbus                             | 2002-10-02  |                                  |
| Mi vecino Totoro                                     | 2002-10-23  | Historias de orquesta            |
| Kaze no Bon (風の盆から)                             | 2002-11-23  |                                  |
| Mibugishiden                                         | 2002-12-26  |                                  |
| Curved Music II                                      | 2003-01-29  |                                  |
| Etude                                                | 2003-03-12  |                                  |
| Private (プライベート)                               | 2004-01-21  |                                  |
| Howl no Ugoku Shiro                                  | 2004-01-21  | Álbum imagen                     |
| Le Mecano de la General                              | 2004-09-06  | Banda sonora                     |
| Howl no Ugoku Shiro                                  | 2004-11-19  | Banda sonora                     |
| Freedom Piano Stories 4                              | 2005-01-26  |                                  |
| Works III                                            | 2005-07-27  | Compilación                      |
| Welcome to Dongmakgol (웰컴 투 동막골)               | 2005-08-04  | Banda sonora                     |
| Yamato                                               | 2005-12-17  |                                  |
| A Chinese Tall Story (情癲大聖)                      | 2005-12-22  |                                  |
| Asian X.T.C.                                         | 2006-10-04  | Álbum de estudio                 |
| The Story of the First King's Four Gods (태왕사신기) | 2007-09-11  | Banda sonora                     |
| Ponyo on the Cliff by the Sea                        | 2008-03-08  | Álbum imagen                     |
| Piano Stories Best '88-'08                           | 2008-04-16  | Compilación                      |
| Okuribito                                            | 2008-09-10  | Banda sonora                     |
| I'd Rather Be a Shellfish                            | 2008-11-19  | Banda sonora                     |
| Another Piano Stories - The End of the World         | 2009-02-18  | Álbum de estudio                 |

### DVD
| Título                                                                 | Lanzamiento | Notas |
| Quartet                                                                | 2002-03-25  |       |
| 4Movement                                                              | 2003-03-19  |       |
| A Wish to the Moon - Joe Hisaishi & 9 Cellos 2003 Etude/Encore Tour    | 2003-06-25  |       |
| W.D.O. (Joe Hisaishi and New Japan Philharmonic World Dream Orchestra) | 2008-12-20  |       |

## Premios y nominaciones
| Año  | Título             | Premio                                            | Categoría          | Resultado | Ref.   |
| ---- | ------------------ | ------------------------------------------------- | ------------------ | --------- | ------ |
| 2024 | El niño y la garza | Premios de la Sociedad Internacional de Cinéfilos | Mejor banda sonora | Ganador   | [ 24 ] |